# Manfred Huth
Manfred Huth (* 29. Oktober 1933) ist ein ehemaliger deutscher Fußballspieler, der in den 1950er Jahren in Ost-Berlin und Babelsberg in der DDR-Oberliga, der höchsten Liga im DDR-Fußball, spielte.

## Sportliche Laufbahn
Zum Spielerkreis der Betriebssportgemeinschaft (BSG) Einheit Burg für die Saison 1951/52 in der zweitklassigen DDR-Liga gehörte als Neuling der erst 17-jährige Manfred Huth. Nachdem er im Oktober 1951 für den Männerbereich spielberechtigt geworden war, bestritt er bis zum Saisonende dreizehn Ligaspiele. Er wurde im Angriff auf wechselnden Positionen eingesetzt und erzielte drei Tore. 
Nach einer Pause von zwei Jahren, in denen er nicht im höherklassigen Fußball erschien, tauchte er in der Rückrunde der Saison 1954/55 beim Oberligisten ZSK Vorwärts Berlin auf. Zwischen dem 17. und 24. Spieltag des Armeeklubs bestritt er acht Oberligaspiele, bei denen er jeweils viermal in der Startelf stand oder eingewechselt wurde. In der im Herbst 1955 mit 13 Spielen ausgetragenen Übergangsrunde zum Wechsel in den Kalenderjahr-Spielrhythmus nach sowjetischen Vorbild kam Huth in elf Begegnungen als Mittelfeldspieler zum Einsatz. Diesmal spielte er zehnmal über die gesamten 90 Minuten. 
Zur Saison 1956 wechselte Huth zum Oberligisten BSG Rotation Babelsberg. Dort startete er mit nur drei Punktspielen in der Hinrunde verhalten. Erst als in der Rückrunde drei Feldspieler ausfielen und Trainer Helmut Jacob die Mannschaft umbauen musste, kam Huth mit elf Einsätzen bei dreizehn Oberligaspielen zum Zuge. Nach anfänglichen zwei Spielen im Mittelfeld setzte ihn Jacob danach im Angriff ein. Tore erzielte er nicht. 
Ab 1957 war der 23-jährige Manfred Huth nicht mehr im höherklassigen Fußball vertreten.